# シルバークイーン (初代)
シルバークイーンは、シルバーフェリー（現・川崎近海汽船）が運航していたフェリー。本項目では1973年就航の初代を取り扱う。

## 概要
シルバーフェリーの第一船として楢崎造船で建造され、1973年4月25日に就航。船名は公募で決定された。塗装は白地に青とシルバーグレーの二色の線をあしらった。
1982年、シルバークイーン2の就航により引退した。
その後、海外売船され、韓国でDONG YANG EXPRESS FERRY NO.5として就航した。
韓国にて船尾に客室が増設されている。また船体カラーリングは、ファンネルと船体のSilverferryを消しシルバーフェリーカラーリングをそのまま使用していた
2002年に一度日本に帰国し、長崎のハヤシマリンカンパニー経由でインドネシアのPT. DHARMA LAUTAN UTAMAに売却され、KIRANA IIとしてスンダ海峡を連絡する航路に就航している。

### 航路
シルバーフェリー
- 八戸港（八太郎地区3号埠頭） - 苫小牧港（苫小牧西港フェリーターミナル）

就航当初は本船のみで1日1便、フェリーはちのへ (初代)の就航後は2隻で2便が運航されていた。

### 船内
船内は暖色のインテリアを中心に豪華な客船同様のロビー等を配した。
公室
- レストラン
- スナック
- ゲームコーナー

## 設計
厳冬の太平洋の荒天を考慮して日本で初めてフィンスタビライザーとタンクスタビライザーによる二重の動揺防止装置を装備し、また1975年完成予定の苫小牧港フェリー専用埠頭への使用を見据えたバウバイザーも備えた。